# 必殺からくり人・富嶽百景殺し旅
『必殺からくり人 富嶽百景殺し旅』（ひっさつからくりにん ふがくひゃっけいころしたび）は1978年8月25日から11月24日まで、テレビ朝日系で毎週金曜日22:00 - 22:54に全14回が放映された、朝日放送と松竹（京都映画撮影所、現・松竹撮影所）の共同制作による時代劇。主演は沖雅也。
必殺シリーズの第13作、必殺からくり人シリーズの4作目で、最終作である。

## 概要
本作は第11作『新 必殺からくり人』の続編として、作品世界が構築されている。
前作で山田五十鈴が演じた「泣き節お艶」は、本作では「出雲のお艶」と名を変えて登場。同じく、芦屋雁之助が演じた一座の番頭格「火吹きのブラ平」も、劇中で同一人物とは明言はされないが「どじょうの宇蔵」として登場するなど、前作のイメージを受け継いでいる。
本作の新メンバーは3名で、そのうちの2名は出雲太夫一座に属している。一人は一座の芸人兼密偵役の虫の鈴平（江戸家小猫）、もう一人は一座の踊り子兼密偵役のうさぎ（高橋洋子(第1 - 4話）、真行寺君枝(第5 - 14話)）。この他に、一座の見届け人として、永寿堂与八配下の凄腕の殺し屋 唐十郎（沖雅也）が参加する。沖は第2作『必殺仕置人』、第6作『必殺仕置屋稼業』に続き、3度目の登板となり、主水シリーズ以外の作品に初出演となった。唐十郎は、沖が過去に演じた棺桶の錠や市松の様なエキセントリックなキャラクターに比べ、連絡係兼密偵という役割もあり、常識人として描かれている。
前作では絵師の安藤広重が描いた「東海道五十三次」をモチーフとしたのに対し、本作では葛飾北斎が描いた「富嶽百景」（本当は「富嶽三十六景」が正しい。北斎の「富嶽百景」は102画から成る「〇×（洞中など）の不二」のように場所（地名）が特定できない別作品）をモチーフにしている。
殺しの依頼があぶり出しで絵に表れるというアイデアを引き継いでいるが、前作と違い、第1話で頼み料と仕事料を依頼者（本作は永寿堂）から受け取る描写がなく、『必殺からくり人』の様に無料で仕事をしている様に見える。前作と異なる点は江戸との間を連絡係の唐十郎が往来して、旅先に絵を運ぶシステムになっているため、毎回の仕事料はその際に渡されている節がある。
北斎の娘・おえい役の吉田日出子は、実際の登場は第1話と第14話（最終話）の2回のみだが、オープニング ナレーションを担当している。吉田は第9作『必殺からくり人・血風編』（第1 - 7話）でレギュラーを務めていた他、必殺シリーズには3回、ゲスト出演している。
本作の特徴としては、「裏稼業のメンバーが誰も死なない」という点が挙げられる。第3作『助け人走る』以降、シリーズ中盤ないしは最終回において、裏稼業のメンバーが死ぬのが定番となっていたが、本作は全員生き残る。次回作の『翔べ! 必殺うらごろし』では従来の殉職パターンが受け継がれており、裏稼業のメンバーに死者が出ない作風は第16作『必殺仕舞人』からしばらく踏襲されるようになる。

## あらすじ
前作『新 必殺からくり人』で、天保太夫一座が絵師の安藤広重の依頼を受け、「東海道五十三次殺し旅」を遂行してから、1年の歳月が流れたある日のこと。天保太夫一座の座長 泣き節お艶（えん）は「出雲のお艶」と名前を変え、一座自体も「出雲太夫一座」と名称を変え、江戸で、小屋掛けの芸人一座を続けていた。
そんな時、舞台の演目に「淫らで不届き」なものがあるとして、お艶たちは奉行所から「江戸十里四方所払い」を言い渡された。突然のことに戸惑う一座だが、役人はさらに小屋を打ち壊し、追い討ちをかける。
小屋も身の回りの物も失い、途方に暮れる一座に、江戸の闇の殺し屋の大元締 西村永寿堂与八が、お艶たちの前に突如現れた。永寿堂はお艶たちが「東海道五十三次殺し旅」を遂行したことを知った上で、江戸の名絵師の葛飾北斎が描く連作風景画『富嶽百景』（『富嶽三十六景』のこと）の絵の中に秘めた一連の悪人退治を依頼してきたのだ。
お艶たちは永寿堂の依頼を受け、永寿堂配下の殺し屋であり、殺しの見届け役兼助っ人として出向参加する唐十郎を仲間に加え、「富嶽百景殺し旅」へと旅立つ。

## 登場人物

### 出雲太夫一座
- 出雲のお艶 - 山田五十鈴[8]

一座の座長。
- 宇蔵 - 芦屋雁之助

一座の番頭格で、お艶の用心棒的存在。
- 虫の鈴平 - 江戸家小猫（江戸家猫八 (4代目)）[9]

一座の芸人で裏稼業の密偵役。
- うさぎ - 高橋洋子[10]、真行寺君枝[11]

一座の踊り子で、裏稼業の密偵役。

### 永寿堂一派
- 唐十郎 - 沖雅也

西村永寿堂配下の殺し屋。一座に連絡係兼助っ人として加わる。殺し屋になる前は板前だった。
- 西村永寿堂与八 - 岡田英次[12]

江戸の殺しの大元締。表稼業は浮世絵の版元であり、実在した三代目西村屋与八にあたる。出雲太夫一座に唐十郎を助っ人加入させる。

### 北斎親子
- 葛飾北斎 - 小沢栄太郎[13]

浮世絵師。富士の青色を出すのに最適な南蛮渡りの高額な絵の具ベロリン（ベロ藍）を求め、戯作者滝沢馬琴の紹介で永寿堂の仕事を請ける。前作で安藤広重の描いた「東海道五十三次」の絵に隠された秘密を教えられ、自らも「富嶽百景」（「富嶽三十六景」のこと）の絵に殺しの依頼を仕込む。
- おえい - 吉田日出子[13]

北斎の娘。史実では葛飾応為と号した浮世絵師であるが、本作では絵師としての描写はない。

### ナレーション
オープニング - 吉田日出子
作 - 早坂暁
次回予告 - 野島一郎

### ゲスト
第1話 「江戸 日本橋」
- 藤兵衛 - 山岡徹也
- 馬琴 - 北村英三
- 佐吉 - 田畑猛雄
- おさき - 志乃原良子
- おユキ - 大和撫子
- おヤス - 青木和代
- 北町奉行 - 永野達雄
- 奉行次席 - 秋山勝俊
- きぬ - 高野陽子
- 子分 - 宮川珠季
- 子分 - 諸木淳郎
- 子分 - 美鷹健児
- 子分 - 広田和彦
- 子分 宇蔵 - 東悦次
- 同心 - 丸尾好広
- 同心 - 加藤正記
- 阿片窟の客 - 藤川準
- 阿片窟の女 - 中野アキ
- 阿片窟の女 - 郷みゆき
- 津軽三味線協力 - 三橋美智一

第2話 「隠田の水車」
- 清兵ヱ - 堺左千夫
- 源八郎 - 外山高士
- 金次- 遠藤征慈
- 亀吉 - 小林芳宏
- おたね - 早川絵美
- 和尚 - 伊東亮英
- おしま - 町田米子
- 踊りの娘 - 中塚和代
- 踊りの娘 - 高崎トシ江
- おみつ - 吉田哲子
- 女郎 - 佐名手ひさ子
- 女郎 - 倉谷礼子
- 巡礼 - 山田早苗
- 巡礼 - 島野友子
- 商人 - 堀北幸夫
- 商人 - 乃木年雄
- 商人 - 沖ときお
- 子供 - 瀬賀敏之
- 宿の主人 - 伊波一夫
- おたねの父 - 山内八郎
- 村人 - 丸尾好広
- 町娘 - 中野アキ
- 人足 - 東悦次
- 人足 - 暁新太郎
- 人足 - 新郷隆
- 人足 - 平井靖

第3話 「駿州片倉茶園ノ不二」
- 玉木千阿弥- 大木実
- 土井玄蕃- 堀雄二
- 雪絵 - 佐藤万理
- 溝口兵江 - 高峰圭二
- 小松仙之助 - 大竹修造
- 琴路- 吉本真由美
- 片倉屋- 西山辰夫
- 坂田富三郎 - 美鷹健児
- 松平信正 - 柳川昌和
- 亥之吉 - 笹吾郎
- 家老 - 北原将光
- お菊 - 岩崎美也子
- お米 - 中谷郁美
- 駕篭屋 - 広田和彦
- 駕篭屋 - 松尾勝人
- 人足 - 加藤正記
- 小姓 - 木沢雅博
- 侍 - 橋本和博
- 侍 - 丸尾好広
- 侍 - 渡辺憲悟
- 千阿弥の用心棒 - 加茂雅幹
- 千阿弥の用心棒 - 真田実

第4話 「神奈川沖浪裏」
- お静- 三浦真弓
- 上総屋 - 御木本伸介
- 魚辰- 谷口完
- 魚甚- 汐路章
- 丑松 - 黒部進
- 寅太 - 大林丈史
- 亥之助 - 内田勝正
- お島 - 島村昌子
- 幇間 - 田渕岩夫
- 幇間 - 松尾勝人
- 政吉 - 暁新太郎
- 五助 - 美樹博
- 啓太 - 広田和彦
- 漁師 - 新郷隆
- 漁師 - 加藤正記
- 太夫 - 八木良子
- 太夫 - 由良章子

第5話 「本所立川」
- 隼の俊次 - 花沢徳衛
- 神尾主水正 - 青木義朗
- 用心棒 - 阿藤海
- 用心棒 - 東悦次
- 用心棒 - 広田和彦
- 用心棒 - 丸尾好広
- 分銅屋主人 - 沖ときお
- 分銅屋番頭 - 松尾勝人
- 子供 - 福山眞由美
- 子供 - 細井伸悟
- 子供 - 北村勝一郎
- 子供 - 中江一郎
- 子供 - 矢野義典
- 子供 - 藤野泰司
- 茶店の婆さん - 高木峯子

第6話 「下目黒」
- 前田伊三郎 - 亀石征一郎
- 友吉 - 南條豊
- 孫兵ヱ - 村田吉次郎
- 木島作蔵 - 堀田真三
- おそで - 村田みゆき
- 粂八 - 山本一郎
- 源太 - 宮川珠季
- おたみ - 野口みどり
- 常松 - 吉田良全
- 鳥見衆 - 美鷹健児
- 神主 - 市川男女之助
- おこう - 小柳圭子
- 嘉七 - 東悦次
- 同心 - 加茂雅幹
- 三太 - 岡本崇
- おうめ - 中谷郁美
- おしま - 岩崎美也子
- 吾作 - 伊波一夫

第7話 「駿州江尻」
- お京- 真木洋子
- 政五郎 - 今井健二
- 仁助 - 辻萬長
- 美乃- 加藤さよ子
- 利兵ヱ - 芦田鉄雄
- 佐平 - 遠山一次
- 船奉行 - 伊波一夫
- 子分 - 暁新太郎
- 子分 - 扇田喜久一
- 子分 - 平井靖
- 子分 - 美鷹健児
- 浪人 - 東悦次
- 浪人 - 広田和彦
- 浪人 - 丸尾好広
- 善七- 淀神勝利
- 女房 - 三笠敬子
- 子守娘 - 定本京子
- 老婆 - 三星東美
- 子供 - 竹本英生

第8話 「甲州犬目峠」
- 冬木大作- 中村孝雄
- 八重- 原田英子
- 黄金屋幸兵衛- 江幡高志
- 神尾主膳- 勝部演之
- 守口玄蕃- 原口剛
- 助三 - 人見きよし
- 戸田猪之助 - 野口貴史
- 留吉 - 下元年世
- およね - 小柳圭子
- 老人 - 藤川準
- 老人 - 小林加奈枝
- 風呂焚き - 石原須磨夫
- 職人 - 平井靖
- 職人 - 扇田喜久一
- 職人 - 美鷹健児
- 武家娘 - 由良章子
- 鳥追い女 - 美川玲子
- 配下 - 東悦次
- 配下 - 丸尾好広
- 配下 - 広田和彦
- 踊りの娘 - 山田早苗
- 踊りの娘 - 中塚智子
- 振付け - 藤間勘眞次

第9話 「深川万年橋下」
- 本間左近- 岡崎二朗
- 堀田忠典- 横森久
- 大五郎- 木村元
- おたき- 井原千寿子
- 徳兵ヱ - 成瀬昌彦
- ともえ - 田中綾
- 水嶋 - 湯沢勉
- 浪人 - 伴勇太郎
- 易者 - 堀北幸夫
- 老番太 - 伊波一夫
- 悪党の若侍 - 宮川珠季
- 悪党の若侍 - 美鷹健児
- 悪党の若侍 - 広田和彦
- 悪党の若侍 - 加藤正記
- 辰己一家の子分 - 馬場勝義
- 辰己一家の子分 - 橋本和博
- 辰己一家の子分 - 新郷隆
- 辰己一家の子分 - 東悦次
- 辰己一家の子分 - 扇田喜久一
- 辰己一家の子分 - 丸尾好広
- 小倹使 - 松尾勝人
- 目明し - 平井靖
- 連太郎 - 藤川勝也
- 清一郎 - 井野辺亮介
- 子供 - 松本正樹
- 子供 - 松浪一仁

第10話 「隅田川関屋の里」
- 新助- 住吉道博
- 稲取権三郎- 草薙幸二郎
- 鬼丸主膳- 宮部昭夫
- 小関左内- 原田清人
- 永井源八 - 五味龍太郎
- 轟 渉- 大木正司
- 杉田昭之助 - 唐沢民賢
- 作間芳之進 - 三島猛
- お花 - 小澤優佳子
- 大目付 - 玉生司朗
- 万造 - 美樹博
- 大名 - 伊波一夫
- 旅籠番頭 - 平井靖
- 踊りの娘 - 中谷郁美
- 踊りの娘 - 岩崎美也子
- 振付 - 藤間勘眞次

第11話 「甲州三坂の水面」
- おもん- 高杉早苗
- おそで- 佐野アツ子
- 塩沢伝十郎- 深江章喜
- 久兵ヱ- 山本清
- 富蔵- 三遊亭円之助
- 近江屋- 永野達雄
- 己代松 - 清川新吾
- 平太 - 徳田興人
- 村人 - 筑波健
- 村人 - 千代田進一
- 村人 - 石原須磨夫

第12話 「東海道金谷」
- 佐塚忠五郎- 田口計
- おふじ- 今出川西紀
- 川圧屋- 松山照夫
- 嘉平 - 梅津栄
- 富士見屋総介 - 伊沢一郎
- 宗方直光- 高野真二
- キヌ - 田中由香
- 嵯峨乃屋主人 - 伊波一夫
- 人足頭 - 丸尾好広
- 人足 - 美鷹健児
- 人足 - 布目眞爾
- 人足 - 広田和彦
- 住職 - 真木勝宏
- 配下 - 松尾勝人
- 配下 - 扇田喜久一
- 配下 - 東悦次
- 番頭 - 加茂雅幹
- 脇本陣女中 - 山田裕子
- 踊りの娘 - 岩崎美也子
- 踊りの娘 - 中谷郁美
- 振付 - 藤間勘眞次

第13話 「尾州不二見原」
- おりん- 中島葵
- 清吉- 山本亘
- 尾張屋- 穂高稔
- 大野典膳- 綾川香
- 茂作 - 南部彰三
- 弥助 - 日高久
- 配下 - 諸木淳郎
- 配下 - 渡辺満男
- 配下 - 石津貞義
- 与平 - 遠山一次
- 百姓 - 筑波健
- 目明し - 平井靖
- 桶職人 - 乃木年雄
- 旅籠主人 - 沖ときお

第14話 「凱風快晴」
- 赤星銀平 - 清水綋治
- 梅屋重兵ヱ - 早川雄三
- 仁木平三郎 - 波田久夫
- 中村歌八 - 西田良
- 旦那 - 西川ヒノデ
- 旦那 - 堀北幸夫
- 旦那 - 藤川準
- 木戸番 - 千代田進一
- 番頭 - 加茂雅幹
- 番頭 - 伊波一夫
- 中居 - 末永厚子
- 女中 - 滝本弓子
- 藩士 - 暁新太郎
- 藩士 - 美樹博
- 藩士 - 美鷹健児
- セリ人 - 松尾勝人
- 梅屋番頭 - 平井靖

## 殺し技
唐十郎
釣竿に仕込まれた針で、悪人の首筋を刺す。
普段は一尺足らずの筒状だが、伸縮自在で、殺しの際は数メートルにも伸びるため、遠距離戦でも威力を発揮した。釣竿の先の針は接近戦の時に持ち手部分から引き抜き、悪人の首筋を突き刺す。また、この道具を用いる際には必ず右手に紐留めの赤い手袋をはめる。
例外的に相手から奪った刀を使用し、斬り倒したこともある（第7話）。
撮影前の設定は元侍で、刀を得物とする予定だったが、制作スタッフがこれを良しとせず、元板前として、殺し技も変更された。
宇蔵
一座の演目に使う、魚釣りの大型魚籠（びく。内側は金属で出来ている）を悪人の頭部に被せたまま、怪力で魚籠を締め上げながら、相手の頭蓋骨を粉砕する。その際、頭蓋骨がバラバラに砕け落ちる様子を、アニメーションなどで表現している。
鈴平
殺しは行わないが、一座の演目に使う巧みな動物や虫の声帯模写（馬、コオロギなど）を使い、情報収集を行う。
うさぎ
鈴平同様、殺しは行わないが、緑（ふち）の部分が発火するザルを投げ付け、悪人たちを威嚇・牽制する。
第1話の冒頭では、唐十郎を味方とは知らなかったため、彼の目前で威嚇に使用している。
出雲のお艶
三味線の撥で、悪人の喉を斬り裂き、首筋を突き刺す。
本作では撥に加え、至る所が武器となる仕込み三味線を使用。弦が外れた後、仕込んである太い針や槍の刃で悪人の急所を刺す（第2話他）。他にも弦の糸で首を絞めて動きを止めたり、糸巻きの部分に太めの針が仕込んであり、これを手裏剣代わりに悪人目掛けて投げ付けたり（第9話）、相手の首筋を刺し殺したりもした（第13話）。

## スタッフ
- プロデューサー - 山内久司、仲川利久（朝日放送）、櫻井洋三（松竹）
- 脚本 - 早坂暁、神波史男、國弘威雄、吉田剛、保利吉紀、山浦健郎、松原佳成、武末勝、荒馬間
- 音楽 - 森田公一
- 監督 - 黒木和雄、松野宏軌、工藤栄一、石原興、高坂光幸、原田雄一
- 協力 - 新演技座
- 制作協力 - 京都映画撮影所（現・松竹撮影所）
- 制作 - 朝日放送、松竹

## 主題歌
- 小林旭「夢ん中」（クラウンレコード（現・日本クラウン））
作詞：阿久悠、作曲：森田公一、編曲：EDISON[17]
音楽は前作『必殺商売人』のものが引き続き使用されている[18]。エンディングの映像（バック）は、『必殺商売人』で使用されたものをそのまま流用している。

## 放送日程
| 話数   | 放送日         | サブタイトル       | 脚本            | 監督     |
| ------ | -------------- | ------------------ | --------------- | -------- |
| 第1話  | 1978年08月25日 | 江戸 日本橋        | 早坂暁          | 黒木和男 |
| 第2話  | 1978年09月01日 | 隠田の水車         | 神波史男        | 松野宏軌 |
| 第3話  | 1978年09月08日 | 駿州片倉茶園ノ不二 | 國弘威雄        | 松野宏軌 |
| 第4話  | 1978年09月15日 | 神奈川沖浪裏       | 國弘威雄        | 工藤栄一 |
| 第5話  | 1978年09月22日 | 本所立川           | 吉田剛          | 石原興   |
| 第6話  | 1978年09月29日 | 下目黒             | 保利吉紀        | 松野宏軌 |
| 第7話  | 1978年10月06日 | 駿州江尻           | 山浦健郎        | 高坂光幸 |
| 第8話  | 1978年10月13日 | 甲州犬目峠         | 松原佳成        | 高坂光幸 |
| 第9話  | 1978年10月20日 | 深川万年橋下       | 武末勝          | 松野宏軌 |
| 第10話 | 1978年10月27日 | 隅田川関屋の里     | 松原佳成        | 松野宏軌 |
| 第11話 | 1978年11月03日 | 甲州三坂の水面     | 保利吉紀        | 石原興   |
| 第12話 | 1978年11月10日 | 東海道金谷         | 荒馬間          | 原田雄一 |
| 第13話 | 1978年11月17日 | 尾州不二見原       | 武末勝 山浦弘靖 | 原田雄一 |
| 第14話 | 1978年11月24日 | 凱風快晴           | 安倍徹郎        | 松野宏軌 |

## ネット局
系列は放送当時のもの。
| 放送対象地域   | 放送局           | 系列                                         | 備考                                          |
| -------------- | ---------------- | -------------------------------------------- | --------------------------------------------- |
| 近畿広域圏     | 朝日放送         | テレビ朝日系列                               | 制作局                                        |
| 関東広域圏     | テレビ朝日       | テレビ朝日系列                               |                                               |
| 北海道         | 北海道テレビ     | テレビ朝日系列                               |                                               |
| 青森県         | 青森放送         | 日本テレビ系列 テレビ朝日系列                |                                               |
| 岩手県         | 岩手放送         | TBS系列                                      | 現・IBC岩手放送                               |
| 宮城県         | 東日本放送       | テレビ朝日系列                               |                                               |
| 秋田県         | 秋田テレビ       | フジテレビ系列                               |                                               |
| 山形県         | 山形放送         | 日本テレビ系列                               |                                               |
| 福島県         | 福島テレビ       | TBS系列 フジテレビ系列                       |                                               |
| 新潟県         | 新潟総合テレビ   | フジテレビ系列 日本テレビ系列 テレビ朝日系列 | 現・NST新潟総合テレビ                         |
| 長野県         | 長野放送         | フジテレビ系列                               |                                               |
| 山梨県         | テレビ山梨       | TBS系列                                      |                                               |
| 富山県         | 富山テレビ       | フジテレビ系列                               |                                               |
| 石川県         | 北陸放送         | TBS系列                                      |                                               |
| 福井県         | 福井テレビ       | フジテレビ系列                               |                                               |
| 静岡県         | 静岡放送         | TBS系列                                      |                                               |
| 中京広域圏     | 名古屋テレビ     | テレビ朝日系列                               |                                               |
| 鳥取県・島根県 | 山陰放送         | TBS系列                                      |                                               |
| 岡山県         | テレビ岡山       | フジテレビ系列 テレビ朝日系列                | 現・岡山放送 当時の放送免許エリアは岡山県のみ |
| 広島県         | 広島ホームテレビ | テレビ朝日系列                               |                                               |
| 山口県         | 山口放送         | 日本テレビ系列 テレビ朝日系列                | 1978年9月までは日本テレビ系の単独加盟局       |
| 徳島県         | 四国放送         | 日本テレビ系列                               |                                               |
| 香川県         | 瀬戸内海放送     | テレビ朝日系列                               | 当時の放送免許エリアは香川県のみ              |
| 愛媛県         | 南海放送         | 日本テレビ系列                               |                                               |
| 高知県         | テレビ高知       | TBS系列                                      |                                               |
| 福岡県         | 九州朝日放送     | テレビ朝日系列                               |                                               |
| 長崎県         | 長崎放送         | TBS系列                                      |                                               |
| 熊本県         | テレビ熊本       | フジテレビ系列 日本テレビ系列 テレビ朝日系列 |                                               |
| 大分県         | 大分放送         | TBS系列                                      |                                               |
| 宮崎県         | 宮崎放送         | TBS系列                                      |                                               |
| 鹿児島県       | 南日本放送       | TBS系列                                      |                                               |

## 前後番組
| テレビ朝日系 金曜22時台（当時は朝日放送の制作枠）                    | テレビ朝日系 金曜22時台（当時は朝日放送の制作枠）                 | テレビ朝日系 金曜22時台（当時は朝日放送の制作枠）      |
| 前番組                                                               | 番組名                                                            | 次番組                                                 |
| -------------------------------------------------------------------- | ----------------------------------------------------------------- | ------------------------------------------------------ |
| 江戸プロフェッショナル・必殺商売人 （1978年2月17日 - 1978年8月18日） | 必殺からくり人・富嶽百景殺し旅 （1978年8月25日 - 1978年11月24日） | 翔べ! 必殺うらごろし （1978年12月8日 - 1979年5月11日） |